# 入船川
入船川（いりふねがわ）は、日本の川。
- 北海道小樽市にある川。
- 東京都中央区に存在した川。

## 小樽市の入船川
小樽市の旧市街（南小樽駅周辺）中心部を流れる。かつては河口付近に船入澗が設置され、さらに複数の道路が付近で交わるなど、交通の要所であったが、現在はコンクリートで護岸され、河口付近は暗渠となっている。。また「入舟」と書かれることもある。

## 東京都の入船川
桜川の中央部から分岐し築地川までの約400mの川(運河)であったが埋め立てられた。
1868年（明治元年）に新島原遊郭（現在の新富）の郭堀として開削されたのが始まりである。しかし1870年（明治3年）に遊郭は廃止され、1882年（明治15年）に拡幅されて入船川ができた。新富河岸があるのみであった。関東大震災の帝都復興土地区画整理事業によって新大橋りを建設するために1924年（大正13年）に埋め立てられた。道路は東側の河岸地を通っており、水路の上は現在も水路幅と同じ幅のビルが建ち並び、往時の面影を残す。南新富橋、新富橋、舩見橋、新船見橋が架かっていた。
周辺には数多くの運河があるが、それらは江戸時代に開削されたもので、入船川は比較的新しかった。